# Indirecte belastingen
Indirecte belastingen zijn belastingen die door overheden op indirecte wijze worden geheven, zoals de omzetbelasting (btw). Deze belastingen zijn indirect in de zin dat ze door een tussenpersoon worden geïnd, de verkoper, die de belasting aan de uiteindelijke betaler doorrekent in de prijs.

## Nederland
In Nederland rekent men onder indirecte belastingen de omzetbelasting, accijnzen, motorrijtuigenbelasting, de BPM, milieubelastingen, invoerrechten, belastingen van rechtsverkeer en de bankbelasting. 
Minder bekende indirecte belastingen zijn de verbruiksbelasting van alcoholvrije dranken, de verhuurderheffing en de belasting op zware motorvoertuigen. 
Ook de inmiddels weer afgeschafte verpakkingsbelasting was een indirecte belasting.
Verwachte bedragen in miljoenen euros:
| Indirecte belastingen            | 2012   | 2013   | 2014   | 2015   |
| -------------------------------- | ------ | ------ | ------ | ------ |
| Omzetbelasting                   | 42.432 | 46.182 | 44.076 | 44.731 |
| Accijnzen                        | 11.279 | 11.979 | 11.634 | 11.361 |
| Milieubelastingen                | 4.267  | 4.724  | 4.700  | 5.097  |
| Motorrijtuigenbelasting          | 3.586  | 3.624  | 3.748  | 3.934  |
| Belastingen van rechtsverkeer    | 2.413  | 2.349  | 3.400  | 3.813  |
| BPM                              | 1.831  | 1.810  | 1.146  | 1.335  |
| Bankbelasting                    | 600    | 600    | 1.536  | 507    |
| Overig                           | 2.585  | 2.670  | 300    | 353    |
| Verhuurdersheffing               | 0      | 0      | 1.165  | 1.334  |
| Totaal aan indirecte belastingen | 69.286 | 73.938 | 74.109 | 74.858 |